# Staurastrum trihedrale
Staurastrum trihedrale là một loài Song tinh tảo trong họ Desmidiaceae, thuộc chi Staurastrum.